# Kaggehaugen
Kaggehaugen est une île norvégienne dans le comté de Hordaland. Elle appartient administrativement à Litlakalsøy.

## Géographie
Rocheuse et désertique, pratiquement à fleur d'eau, elle s'étend sur environ 98 m de longueur pour une largeur approximative de 67 m. 